# Massif d'Urkilla

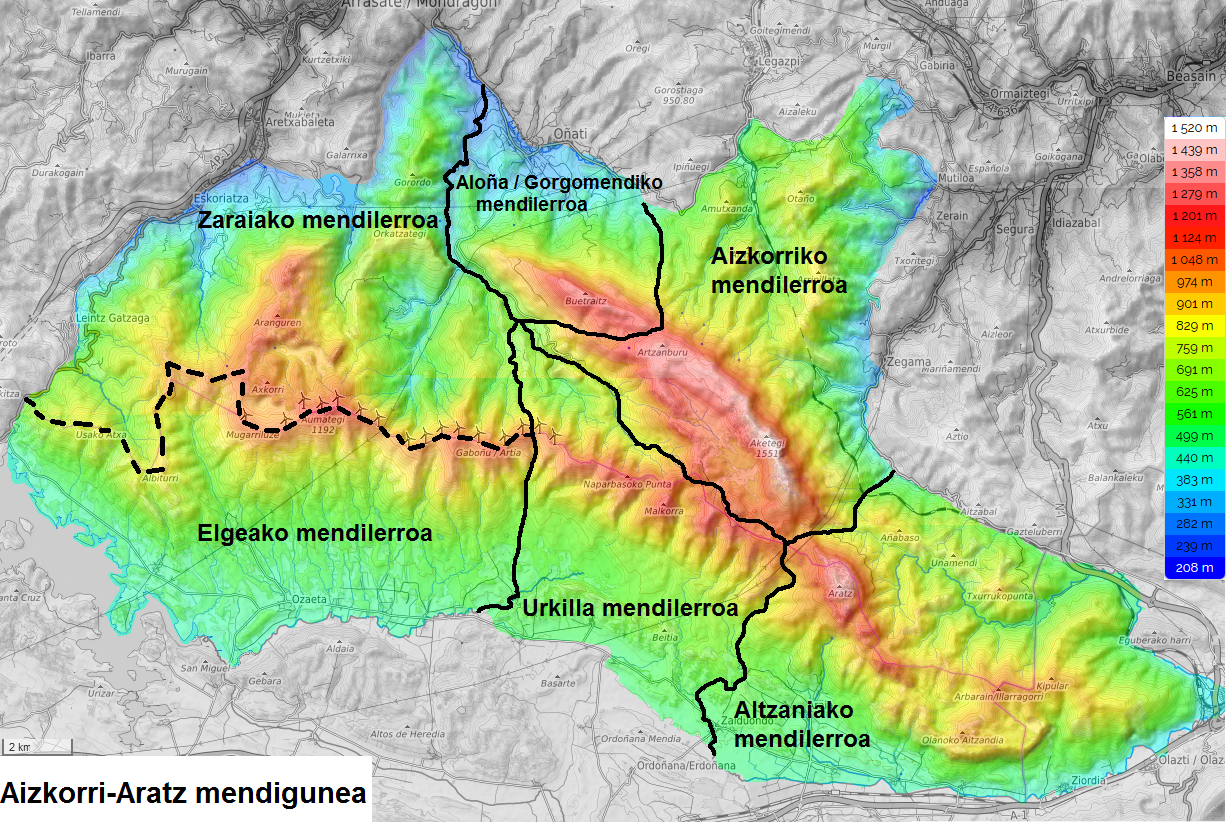
Massif d'Urkilla dans le massif d'Aizkorri-Aratz.

Le massif d'Urkilla est partagé entre le Guipuscoa et l'Alava dans les Montagnes basques.

## Sommets
- Milpiribil, 1 277 m 42° 56′ 24″ nord, 2° 20′ 56″ ouest (Alava)
- Malkorra, 1 246 m 42° 56′ 30″ nord, 2° 21′ 54″ ouest (Alava)
- Oburu, 1 240 m 42° 56′ 49″ nord, 2° 21′ 46″ ouest (entre l'Alava et le Guipuscoa)
- Oinbakoitz, 1 226 m 42° 56′ 12″ nord, 2° 20′ 31″ ouest (Alava)
- Napar Basoko Punta, 1 225 m 42° 56′ 56″ nord, 2° 22′ 42″ ouest (entre l'Alava et le Guipuscoa)
- Peruaitz, 1 219 m 42° 57′ 08″ nord, 2° 21′ 01″ ouest (Guipuscoa)
- Artzanasi, 1 217 m 42° 56′ 58″ nord, 2° 21′ 16″ ouest (entre l'Alava et le Guipuscoa)
- Zurkurutz, 1 214 m 42° 57′ 02″ nord, 2° 23′ 02″ ouest (Alava)
- Askiolagaña, 1 208 m 42° 56′ 01″ nord, 2° 20′ 02″ ouest (Alava)
- Lengokoaitz, 1 203 m 42° 57′ 03″ nord, 2° 21′ 23″ ouest (Guipuscoa)
- Arboligaina, 1 201 m 42° 55′ 48″ nord, 2° 19′ 12″ ouest (entre l'Alava et le Guipuscoa)
- Trango, 1 182 m 42° 57′ 09″ nord, 2° 23′ 28″ ouest (entre l'Alava et le Guipuscoa)
- Atxuintxa, 1 169 m 42° 57′ 07″ nord, 2° 23′ 38″ ouest (entre l'Alava et le Guipuscoa)
- Urkitza, 1 169 m 42° 56′ 56″ nord, 2° 22′ 17″ ouest (entre l'Alava et le Guipuscoa)
- Larrangoiti, 1 126 m 42° 57′ 24″ nord, 2° 24′ 00″ ouest (entre l'Alava et le Guipuscoa)
- Gainlabur, 1 089 m 42° 57′ 33″ nord, 2° 24′ 21″ ouest (entre l'Alava et le Guipuscoa)
- Arriona, 934 m 42° 57′ 52″ nord, 2° 23′ 12″ ouest (Guipuscoa)